# Raión de Simferópol
Raión de Simferópol (en ucraniano: Сімферопольський район, en ruso: Симферопольский район)  es un raión o distrito de la República Autónoma de Crimea de Ucrania o República de Crimea, perteneciente a Rusia. Es una de las 25 regiones de esta República. El centro administrativo del raión es la ciudad de Simferópol aunque no forma parte del distrito, ya que pertenece al Municipio de Simferópol. 
El Raión de Simferópol está situado en la parte central de Crimea. Al oeste tiene una pequeña salida al mar Negro cerca del poblado de Mykolaivka.

## Demografía
Según estimación 2010 contaba con una población total de 149253 habitantes.

## Otros datos
El código KOATUU fue 124700000. El código postal 95000 o 295000, el prefijo telefónico +380 652 o +7 3652.

## Localidades
El distrito está compuesto por 3 municipios, 92 poblados y 12 pequeñas ciudades, unidos en 22 comunidades locales. La zona que comprende el distrito es de 1753km², lo que supone el 6,7% del porcentaje total del territorio de la República de Crimea.
| 1 — Comunidad de Gvardeyskiy - Gvardeyskoye - Krasnaya Zor'ka - Malen'koye - Novyy Sad - Sofiyevka 2 — Comunidad de Dobrovskiy - Dobroye - Andrusovo - Zarechnoye - Krasnoles'ye - Lozovoye - Mramornoye - Pereval'noye - Petropavlovka - Pionerskoye - Privol'noye - Fersmanovo - Chaykovskoye 3 — Comunidad de Donskoy - Donskoye - Verkhnekurgannoye - Davydovo - Dmitrovo - Klonovka - Nizhnekurgannoye - Spokoynoye 4 — Comunidad de Zhuravlovskiy - Zhuravlovka - Storozhevoye - Sumskoye 5 — Comunidad de Kol'chuginskiy - Kol'chugino - Prudovoye - Ravnopol'ye 6 — Comunidad de Mazanskiy - Mazanka - Krasnovka - Lesnosel'ye - Opushki - Solov'yovka 7 — Comunidad de Mirnovskiy - Mirnoye - Beloglinka - Grushevoye | 8 — Comunidad de Molodozhnenskiy - Molodozhnoye - Solnechnoye 9 — Comunidad de Nikolayevskiy - Nikolayevka - Aleksandrovka - Vinnitskoye - Klyuchevoye - Petrovka - Razdol'ye - Teplovka 10 — Comunidad de Novoandreyevskiy - Novoandreyevka - Sukhorech'ye - Kharitonovka 11 — Comunidad de Novosolovskiy - Novosolovka 12 — Comunidad de Pervomayskiy - Pervomayskoye - Krasnoye - Chaykino 13 — Comunidad de Perovskiy - Perovo - Vesoloye - Dubki - Zales'ye - Kashtanovoye - Kizilovoye - Klinovka - Klyuchi - Konstantinovka - Molochnoye - Novonikolayevka - Obryv - Partizanskoye - Toploye - Topol'noye - Ukrainka/Kurtsy 14 — Comunidad de Pozharskiy - Pozharskoye - Vodnoye - Dem'yanovka - Lekarstvennoye | 15 — Comunidad de Rodnikovskiy - Rodnikovo - Arkad'yevka - Kubanskoye - Kurgannoye - Novyy Mir - Shafrannoye 16 — Comunidad de Skvortsovskiy - Skvortsovo - Kolodeznoye - Mezhgornoye - Peredovoye 17 — Comunidad de Trudovskoy - Trudovoye - Aykavan - Akropolis - Ana-Yurt - Denisovka - Druzhnoye - Ivanovka - Lazarevka - Strogonovka 18 — Comunidad de Ukromnovskiy - Ukromnoye - Sovkhoznoye 19 — Comunidad de Urozhaynovskiy - Urozhaynoye - Zhivopisnoye 20 — Comunidad de Chistenskiy - Chisten'koye - Kamyshinka - Levadki - Novozbur'yevka - Trokhprudnoye - Trudolyubovo - Fontany 21 — Comunidad de Shirokovskiy - Shirokoye - Divnoye - Kuprino - Prolotnoye 22 — Comunidad de Shkolnenskiy - Shkol'noye |